# Kollegium Brig
Das Kollegium Spiritus Sanctus Brig beherbergt das einzige deutschsprachige Gymnasium im Kanton Wallis und liegt in der Gemeinde Brig-Glis. Das Kollegium umfasst das Gymnasium, die Sportschule, das Nationale Leistungszentrum West (NLZ), die Passerelle Dubs, das schweizweit grösste Internat und das Kirchenrektorat (Kollegiumskirche). 800 Schüler besuchen das Gymnasium und zusätzlich 93 besuchen die Sportschule (ehemals Handelsmittelschule für Sportler und Künstler (HSK)). Dazu besuchten im Schuljahr 2021/22 24 die Passerelle Dubs. Die Gymnasiasten sind hauptsächlich deutschsprachige Walliser.

## Geschichte
Durch die im 17. Jahrhundert aufkommenden religiösen Erneuerungsbewegungen (Konzil von Trient) entstanden im Oberwallis zahlreiche Jesuitenniederlassungen. Die Jesuiten bauten Schulen, um der Bevölkerung die «alten guten» Sitten wieder beizubringen und zusätzlich wurde damit die Ausbildung des Klerus verbessert. Bereits 1612 und nachher 1620 und 1621 bemühte sich der Zenden Brig um eine Jesuitenniederlassung. 1625 wurde dann endlich die Jesuitenniederlassung von Venthône (Raume Sierre) nach Brig umgesiedelt.
Durch innenpolitische Auseinandersetzungen zwischen dem Bischof und dem Zenden mussten die Jesuiten fliehen, wurden aber bereits 1650 vom Landrat Sitten und der Zendenversammlung Brig zurückgerufen.
Damals bemühten sich Leuk, Siders und Visp um eine Jesuitenschule. Das grosszügige Angebot Brigs zur Bezahlung von Unterhalt, der Kosten des Baumaterials und die grosszügige Schenkung durch Kaspar Stockalper, der seinen eigenen Boden und finanzielle Mittel zur Verfügung stellte, überzeugte die Jesuiten dann doch, nach Brig zu ziehen. Am 19. Oktober 1662 wurde somit das erste Schuljahr eröffnet. 1686 wurde ein Fundationsvertrag zwischen den 6 Zenden und den Jesuiten geschlossen, dabei wurden die finanziellen Pflichten der Zenden und die Lehrverpflichtung der Jesuiten beschlossen, zusätzlich bekamen die Jesuiten das Bürgerrecht.

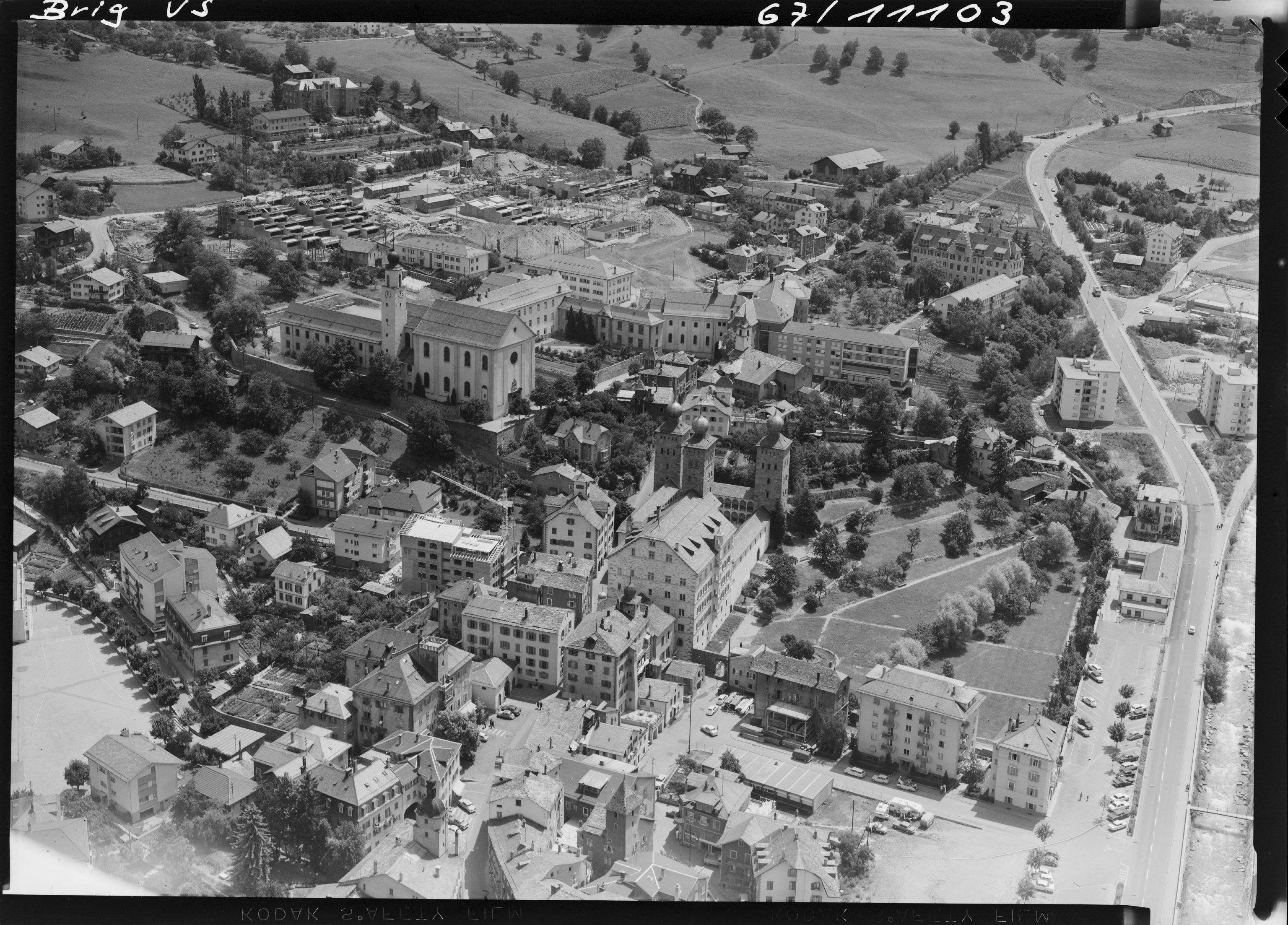
Luftbild von 1967 mit dem Kollegium in der Mitte, darüber die Erweiterungsbaustelle.

Durch den Bau des Jesuitenkollegiums in Sitten und die Verlegung des Priesterseminars nach Gerunden verlor das Kollegium eine Zeit lang seine Bedeutung und wurde 1774 zum Weltpriesterkonvikt. Von 1777 bis 1810 wurde die Schule von Piaristen aus Trier geleitet. Infolge der französischen Eroberung durch Napoleon und der Besatzung wurden die Räumlichkeiten von 1812 bis 1814 als Kaserne genutzt. Nachdem durch den Wiener Kongress 1815 das Wallis zur Schweiz kam, bemühte sich der Landeshauptmann Kaspar Eugen von Stockalper mit der Zustimmung des Zenden um eine Rückkehr der Jesuiten nach Brig.
Das Kollegium bekam eine weitere Bedeutung, als es zum Sitz des Superiors der Missio Helvetica und der Ausbildungsstätte des Ordensnachwuchses wurde. 1847 wurde aufgrund des Sonderbundkrieges das Kollegium für ein Jahr geschlossen. In der Zwischenzeit musste die Regierung aufgrund des Jesuitenverbotes durch Papst Clemens XIV. die Jesuiten zur Ausweisung veranlassen. Somit wurde 1848 das Kollegium durch Weltgeistliche wiedereröffnet, seither ist der Kanton Wallis zuständig für die Anstellung der Lehrkräfte.

## Schulleitung
Die folgende Übersicht zeigt die Zusammensetzung der Schulleitung seit dem Schuljahr 2005/2006:

## Fächer

### Hauptfächer
Am Kollegium Brig werden folgende Hauptfächer ab dem 1. Schuljahr unterrichtet:
- Deutsch
- Französisch
- Englisch
- Mathematik

### Schwerpunktfächer
Am Kollegium Brig werden folgende Schwerpunktfächer ab dem 2. Schuljahr unterrichtet:
- Latein und Englisch
- Italienisch
- Spanisch
- Biologie und Chemie
- Physik und Anwendung der Mathematik (PAM)
- Wirtschaft und Recht
- Bildnerisches Gestalten und Kunst
- Musik

### Ergänzungsfächer
Am Kollegium Brig werden folgende Ergänzungsfächer ab dem 4. Schuljahr angeboten:
- Anwendung der Mathematik
- Physik
- Informatik (seit 2008/09)
- Chemie
- Biologie
- Geographie
- Geschichte
- Wirtschaft und Recht
- Psychologie und Pädagogik
- Philosophie
- Religionslehre
- Bildnerisches Gestalten
- Musik
- Sport

## Kultur
- Sectio Brigensis, die 1843 hier gegründete schweizerische Studentenverbindung
- Spirit Chamber Orchestra, das Kammerorchester
- Spirit Symphonic Band, das sinfonische Blasorchester
- Spirit Singers, der Chor
- Spirit Rock Band, die Rockband
- Pfingstkonzert, Gemeinschaftsprojekt der Schulensembles
- Schreibwettbewerb, Wettbewerb der Nachwuchsschriftsteller
- Studententheater, organisiert von der Sectio Brigensis
- Spirit of Life, die religiöse Betreuung
- GecKo, der Umweltschutzverein

## Ehemalige bekannte Schüler
- Viola Amherd, Bundesrätin, Nationalrätin und Stadtpräsidentin von Brig-Glis
- Adrian Arnold, Korrespondent Schweizer Radio und Fernsehen SRF (2000–2020)
- Joseph Blötzer, Jesuit und Historiker
- Philipp Matthias Bregy, Nationalrat und Fraktionspräsident
- Karl Burgener, Priester, Komponist, Autor, Chorleiter und Dirigent
- Giovanni Dazzoni, Jurist und Politiker
- Adolf Fux, Politiker und Schriftsteller
- Frank Garbely, investigativer Journalist
- Javier Hagen, Opernsänger und Komponist
- Rachel Harnisch, Opernsängerin
- Stefanie Heinzmann besuchte die hsk (Handelsmittelschule für Sportler und Künstler) und wurde bekannt, als sie den deutschen Castingwettbewerb SSDSDSSWEMUGABRTLAD von Stefan Raab im Dezember 2007 gewann.
- Rolf Hermann, Schriftsteller
- Wilhelm Emmanuel von Ketteler (Abschluss 1828), Bischof von Mainz und deutscher Politiker (Deutsche Zentrumspartei)
- Patrizia Kummer, Alpin-Snowboarderin (HSK-M)
- Manuel Mengis, Jazztrompeter und Komponist
- Giovanni Battista Palletta war ein habsburgischer Professor der Anatomie und Primarchirurg in Mailand
- Hans-Peter Pfammatter, Jazzpianist und Komponist
- Peter Roh (1811–1872), Jesuitenprediger und Lehrer
- Rainer Maria Salzgeber, Sportjournalist und Fernsehmoderator
- Johann Rudolf von Toggenburg (1818–1893), Jurist und Politiker
- Emil Paul Tscherrig, römisch-katholischer Kardinal und Diplomat des Heiligen Stuhls
- Benjamin Weger, Biathlet (HSK)
- Wilhelm Wilmers (1817–1899), deutscher Jesuit, später auch Lehrer am Kollegium
- Gottfried Zumoffen (1845–1928), Jesuit, Archäologe im Libanon und Hochschullehrer in Beirut
- Peter Zurbriggen, Diplomat des Heiligen Stuhls (2009–2018 Apostolischer Nuntius in Österreich)